# Hendrik van Heuraet
Hendrik van Heuraet (* wahrscheinlich 8. September 1634 in Haarlem; † um 1660 wahrscheinlich in Leiden) war ein niederländischer Mathematiker.

## Leben
Das Geburtsdatum ist nicht genau bekannt, lässt sich aber vom 2. Februar bis 8. September 1634 eingrenzen – die Übertragungsurkunde für sein Erbe, das er frühestens mit 21 Jahren antreten konnte, ist auf den 8. September 1655 datiert. Sein Vater Abraham van Heuraet (gestorben 1651) war ein Kleiderhändler, der aus Hamburg nach Haarlem gezogen war und dort 1631 Maria de Coninck heiratete. Die Familie machte harte Zeiten durch, als die Mutter 1636 starb und der Vater vorübergehend in finanzielle Schwierigkeiten kam. Er studierte ab 1653 an der Universität Leiden Medizin. Nebenbei studierte er privat Mathematik bei Frans van Schooten, wie auch Johan Hudde und Christian Huygens. 1655 wurde er durch sein Erbe finanziell unabhängig. 1658 studierte er mit Hudde an der protestantischen Universität in Saumur, bevor er sein Medizinstudium in Leiden fortsetzte.
Heuraet gehörte zum Kreis von Mathematikern (wie Huygens, Slusius, Hudde, Johan de Witt) um Frans van Schooten, die in Leiden die analytische Geometrie von Descartes weiterentwickelten. Heuraet befasste sich insbesondere mit Rektifizierung von Kurven (Bogenlänge). Speziell gab er in einem Brief von 1658 (Epistola de transmutatione curvarum linearum in rectas) an van Schooten die Bogenlänge einer Parabel als Integral an, wie auch unabhängig William Neile bei einer anderen Kurve und allgemeiner Pierre de Fermat um dieselbe Zeit. Die Zurückführung der Bestimmung einer Bogenlänge auf eine Flächenbestimmung wurde von den damaligen Mathematikern als großer Fortschritt gesehen. Im selben Jahr kam es deswegen auch zu einem Prioritätsstreit mit Huygens. Heuraet gehört mit seinen Arbeiten zu den Mathematikern in der Frühgeschichte der Analysis. Teilweise wurden seine Ergebnisse als Anhang zu van Schootens lateinischer Übersetzung von Descartes Geometrie veröffentlicht (zweite Auflage in zwei Bänden 1659, 1661).
Über sein späteres Leben ist wenig bekannt. Er wird in einem Brief von Huygens 1659 erwähnt, aber nicht mehr in späteren Briefen.